# Molophilus (Molophilus) praelatus
Molophilus (Molophilus) praelatus is een tweevleugelige uit de familie steltmuggen (Limoniidae). De soort komt voor in het Australaziatisch gebied.